# Список найвищих хмарочосів Донецька
Список найвищих хмарочосів Донецька — перелік найвищих збудованих будинків Донецька.
Список не включає в себе спостережні вежі, радіомачти, димові труби та подібні об'єкти. Висота будинку вираховується від основи будинку до найвищих архітектурних, або невід’ємних структурних елементів будинку (окрім дрібних антен).
| № | Назва              | Фото | Висота (м) | Поверхів | Роки побудови | Координати                                                            | Примітки |
| - | ------------------ | ---- | ---------- | -------- | ------------- | --------------------------------------------------------------------- | -------- |
| 1 | «Королівська вежа» |      | 112        | 29       | 2006—2008     | 47°59′46″ пн. ш. 37°49′03″ сх. д. / 47.99611° пн. ш. 37.81750° сх. д. |          |
| 2 | «Північний»        |      | 110        | 25       | 2009—2011     | 48°2′18″ пн. ш. 37°46′53″ сх. д. / 48.03833° пн. ш. 37.78139° сх. д.  |          |
| 3 | «Панорамний-2»     |      | 108        | 26       | 2008—2011     |                                                                       |          |
| 4 | «Конгресс-холл»    |      | 106        | 27       | 2006—2011     |                                                                       |          |
| 5 | «Панорамний-1»     |      | 104        | 25       | 2008—2011     |                                                                       |          |
| 6 | «Ілліча, 19з»      |      | 103,4      | 25       | 2007—2008     |                                                                       |          |
| 7 | «Пушкінський»      |      | 99,8       | 24       | 2008—2012     |                                                                       |          |
| 8 | «Green Plaza»      |      | 96,6       | 21       | 2007—2009     |                                                                       |          |